# 許榮 (1970年)
許榮（：／ Heo Young，1970年3月29日—），大韓民國自由派政治人物，現任第21屆韓國國會議員。